# Eternamente joven
Eternamente joven (título original: Forever Young) es una película estadounidense de 1992. Este drama romántico con toques de fantasía fue dirigido por Steve Miner y protagonizado por Mel Gibson y Jamie Lee Curtis. Fue escrito por J. J. Abrams, en aquel momento un joven guionista. Eternamente joven fue producido por Icon Productions y su recaudación mundial fue de 127 956 187 dólares.

## Argumento
En 1939, Daniel McCormick (Mel Gibson), piloto de pruebas, es un hombre al que todo le va bien en la vida. Todo cambia una mañana en la que su novia, Helen (Isabel Glasser), tiene un desgraciado accidente. Desolado, se ofrece como voluntario para un experimento secreto: El cuerpo de Daniel queda congelado en una cápsula experimental. En 1992, más de cincuenta años después, dos niños, Nat (Elijah Wood) y su amigo Felix, tropiezan accidentalmente con la cápsula y descongelan el cuerpo, llevando a Daniel a casa de Nat, que vive con su madre Claire (Jamie Lee Curtis). 
Al final él toma un avión y se dirige a buscar el amor de su vida junto a Nat.

## Reparto
- Mel Gibson - Capitán Daniel McCormick'
- Jamie Lee Curtis - Claire Cooper
- Elijah Wood - Nat Cooper
- Isabel Glasser - Helen
- George Wendt - Harry Finley
- Joe Morton - Cameron
- Nicolas Surovy - John
- David Marshall Grant - Teniente Coronel Wilcox
- Robert Hy Gorman - Felix
- Eric Pierpoint - Fred

## Producción
El rodaje de la película comenzó en febrero, hasta abril de 1992. Los productores cinematográficos se mostraron negativos a revelar demasiada información sobre la película a los medios, particularmente el final, mientras que la publicación de fotografías a los medios impresos fue limitada. Entre las diversas ubicaciones utilizadas se incluyen las del condado de Mendocino, donde el rodaje tuvo lugar del 29 de marzo al 2 de abril. Se construyó un decorado especialmente diseñado en Stornetta Ranch, cerca del faro en Point Arena. Aunque la película utilizó lluvia real para algunas escenas exteriores, también se utilizaron generadores de lluvia artificiales para mantener la consistencia de los aguaceros para las cámaras.

## Recepción
La película fue un éxito en taquilla, porque su director Steve Miner consiguió una entrañable mezcla entre comedia y melodrama que fue por ello tratada por la crítica mucho mejor de lo que se esperaba. Buena parte del éxito también hay que atribuírselo a su buen reparto, con Mel Gibson y Jaime Lee Curtis en los papeles principales.